# Рейдерланд (община)
Рейдерланд (нидерл. Reiderlandо файле) — бывшая община на севере Нидерландов, в провинции Гронинген. Она была образована в 1990 году после масштабной муниципальной реформы, когда бывшие общины Финстерволде и Бад-Ньивесанс были присоединены к общине Берта. В 1992 году община была переименована в «Рейдерланд». В результате новой административной реформы община Рейдерланд была упразднена, а её территория с 1 января 2010 года вошла в состав общины Олдамбт.